# 岡山県道422号蒜山高原線
岡山県道422号蒜山高原線（おかやまけんどう422ごう ひるぜんこうげんせん）は、岡山県真庭市を通る一般県道である。

## 概要
蒜山南麓を通る県道。現在の路線は2代目である。初代蒜山高原線は[[八束郡]川上村上福田を起終点とした延長約5.1 kmの一般県道で、1966年（昭和41年）4月19日岡山県告示第240号で認定されたが、鳥取県道・岡山県道114号大山上福田線認定に伴いわずか2年4ヶ月後の1968年（昭和43年）8月23日岡山県告示第644号で廃止されている。

### 路線データ
- 起点：岡山県真庭市蒜山上福田（鳥取県道・岡山県道114号大山上福田線交点、岡山県道702号八束川上自転車道線上）
- 終点：岡山県真庭市蒜山下長田（国道482号交点）
- 総延長：12.5nbsp;km

## 歴史
- 1974年（昭和49年）1月11日 - 岡山県告示第32号により認定される。
- 2005年（平成17年）[3月31日]] - 真庭郡川上村・八束村が真庭市に移行したことに伴い、起点の地名表記が真庭郡川上村上福田から真庭市蒜山上福田に、終点の地名表記が真庭郡八束村下長田から真庭市蒜山下長田にそれぞれ変更される。

## 路線状況

### 重複区間
- 岡山県道702号八束川上自転車道線（真庭市蒜山上福田（起点） - 真庭市蒜山上長田で並行）

### 道路施設

#### 道の駅
- 蒜山高原（真庭市）

## 地理

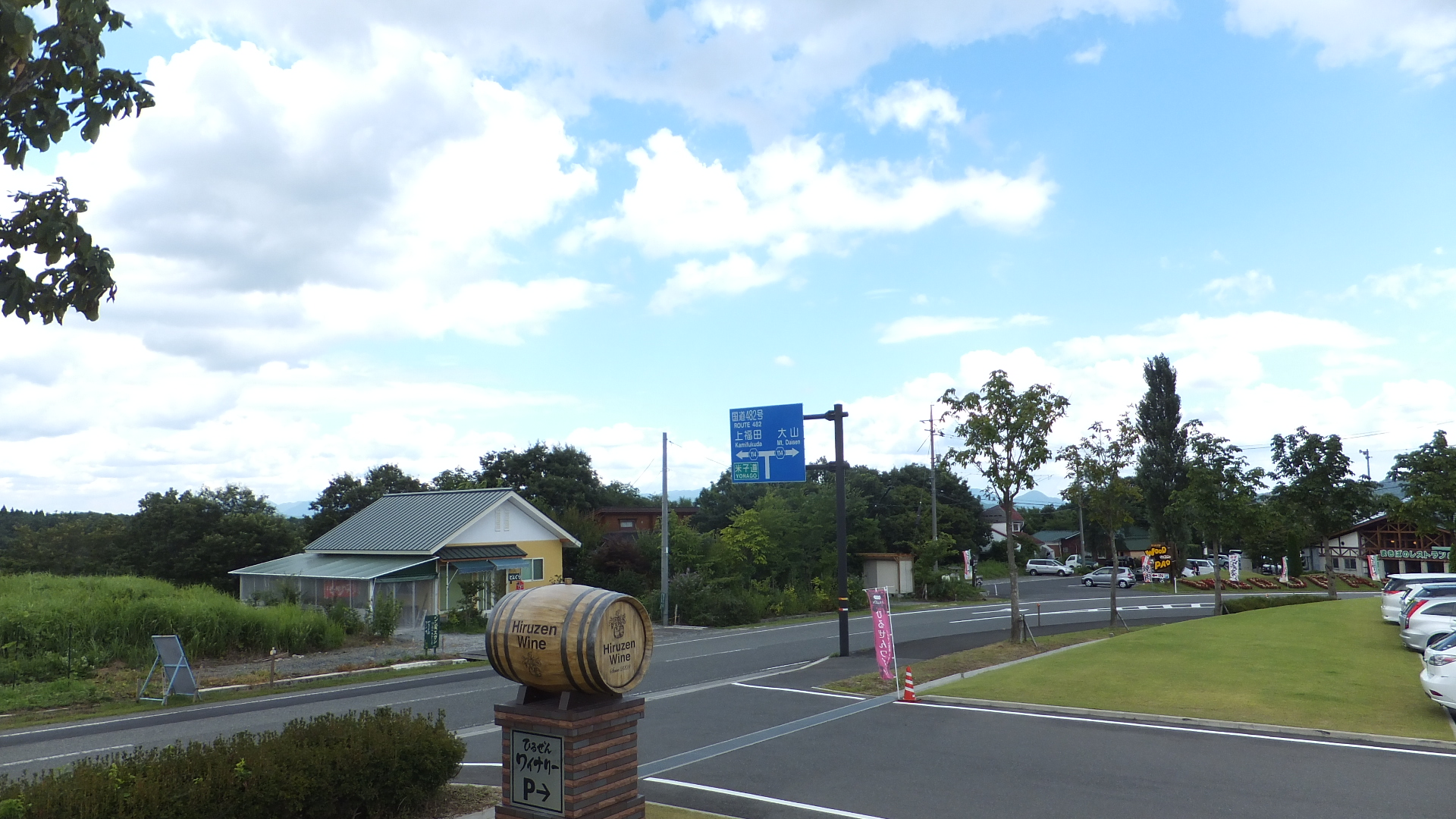
起点付近
岡山県真庭市蒜山上福田で撮影

### 通過する自治体
- 真庭市

### 交差する道路
| 交差する道路                                                                     | 交差する場所 | 交差する場所 |
| -------------------------------------------------------------------------------- | ------------ | ------------ |
| 鳥取県道・岡山県道114号大山上福田線 岡山県道702号八束川上自転車道線 重複区間起点 | 蒜山上福田   | 起点         |
| 岡山県道702号八束川上自転車道線 重複区間終点                                     | 蒜山下長田   |              |
| 国道482号                                                                        | 蒜山下長田   | 終点         |

### 沿線
- 蒜山
- 中国四国酪農大学校
- 休暇村蒜山
- 上蒜山スキー場